# Паддл

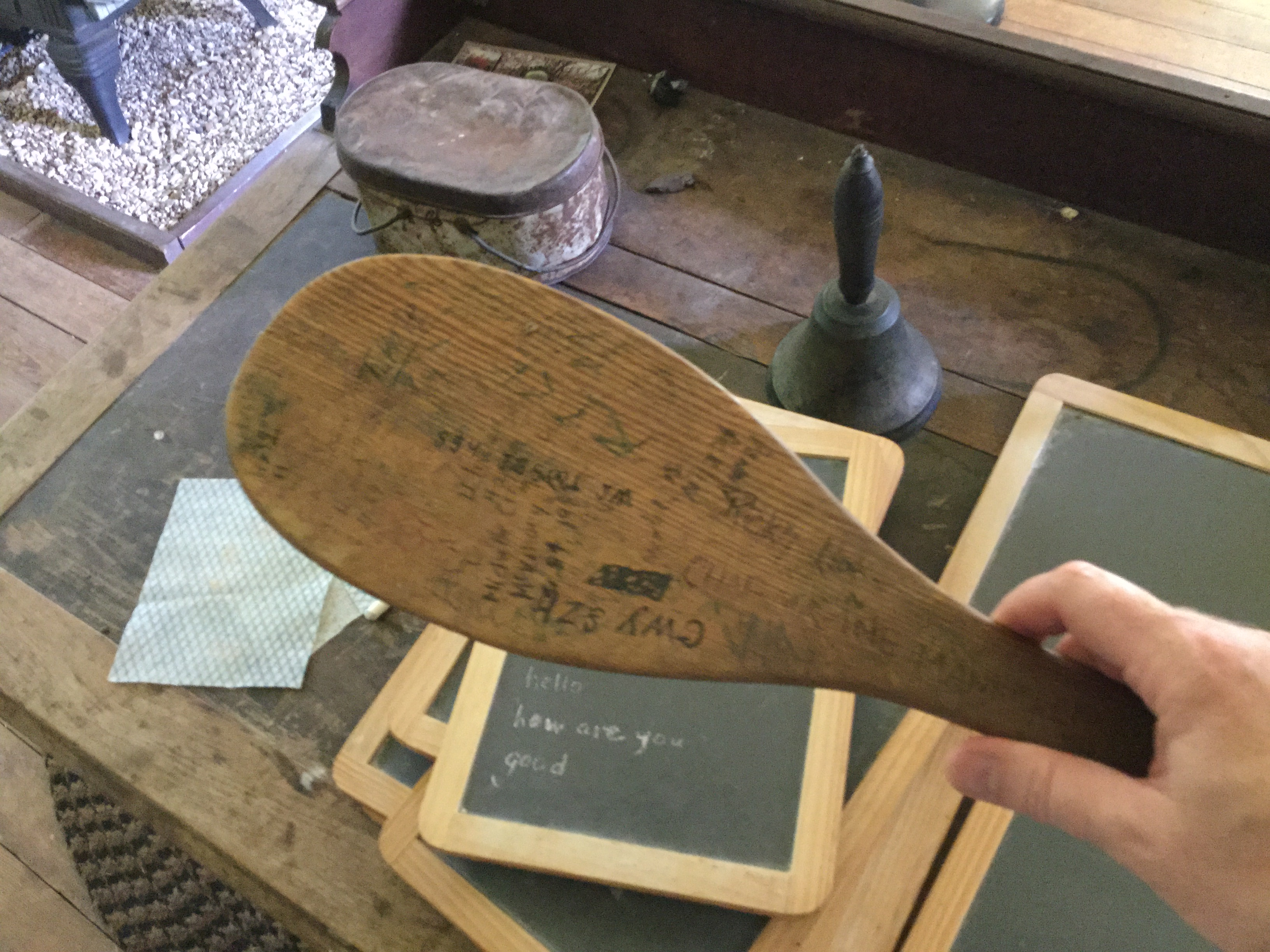
Паддл из деревенской школы в музее наследия чероки в Оклахоме с подписями (во многих школах было принято, чтобы после наказания наказанные расписывались на паддле)

Паддл, пэддл (англ. paddle — «весло, лопатка»), шлёпалка — инструмент, представляющий собой вытянутую ударную пластину с рукояткой. Рукоять, как правило, плоская и составляет одно целое с пластиной; держа за неё паддл, можно наносить пластиной шлепки (хлёсткие удары). 
Предназначен для телесных наказаний детей как в семье, так и в школе (в ряде штатов США применяется в школах и в настоящее время) и в эротических играх со шлёпанием (спанкинг). Бывают различной величины (толщины, веса, площади), с закругленными углами, с отверстиями или без. Традиционно изготавливались из дерева или толстой кожи (иногда деревянные паддлы обшивались кожей); в настоящее время встречаются паддлы, изготовленные из различных полимеров.
В некоторых школах США пэддлы изготовляют сами ученики на уроках труда.

## Галерея

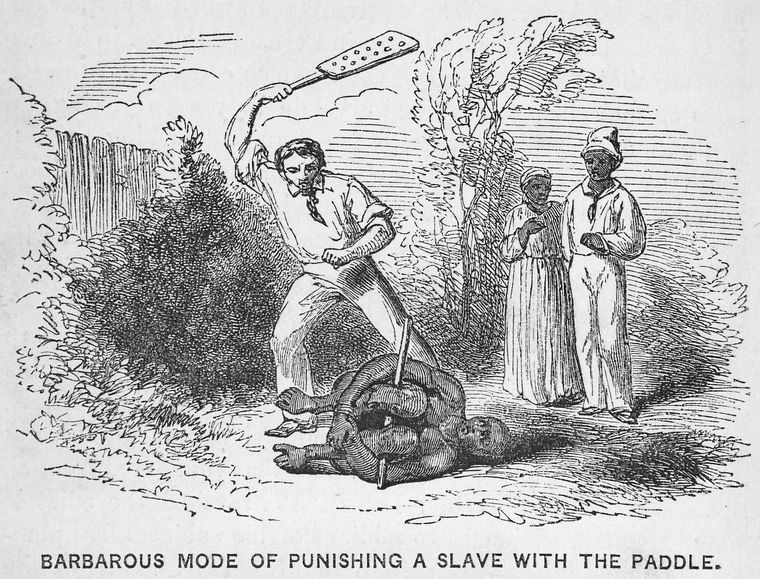
Наказание раба паддлом, 1853 г.
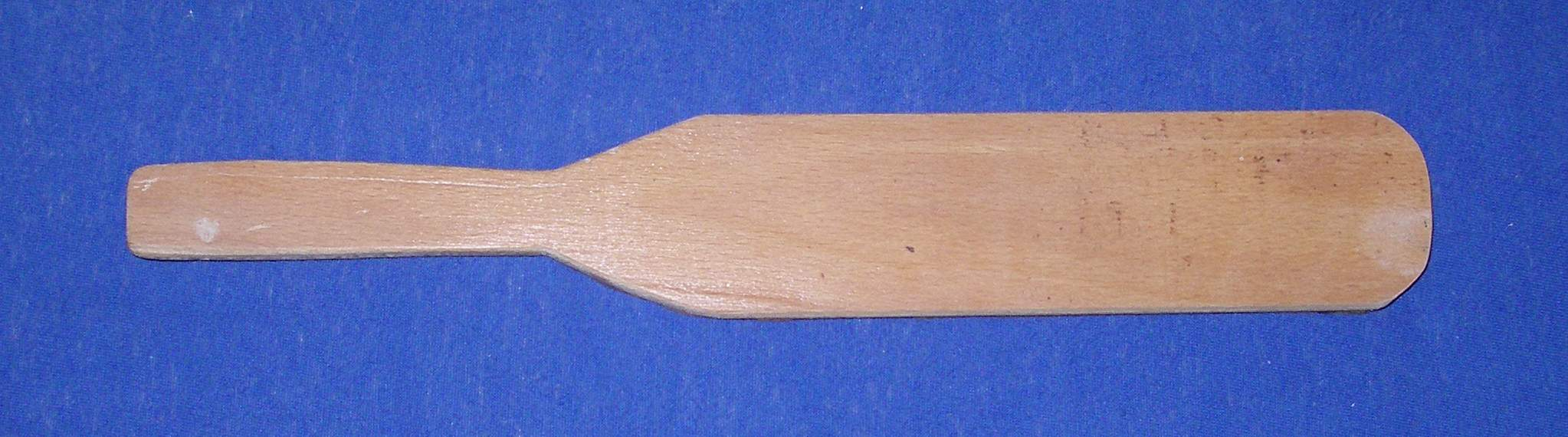
Деревянный паддл
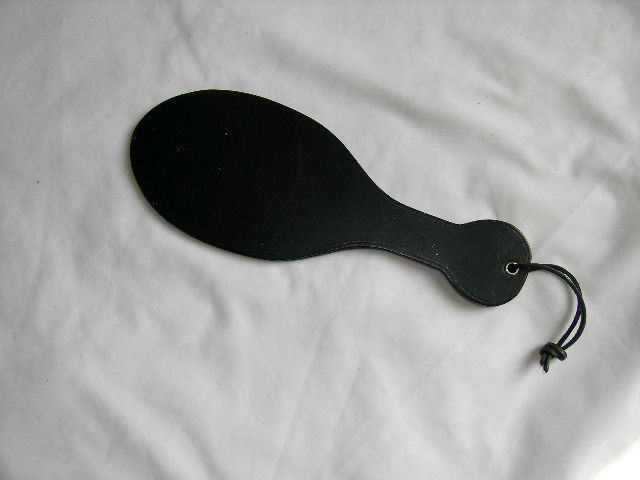
Кожаный паддл
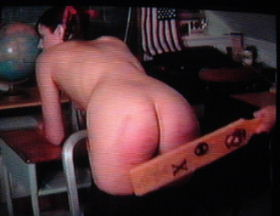
Шлёпание девушки паддлом сестринства (постановочная сцена)